# Epistemología platónica

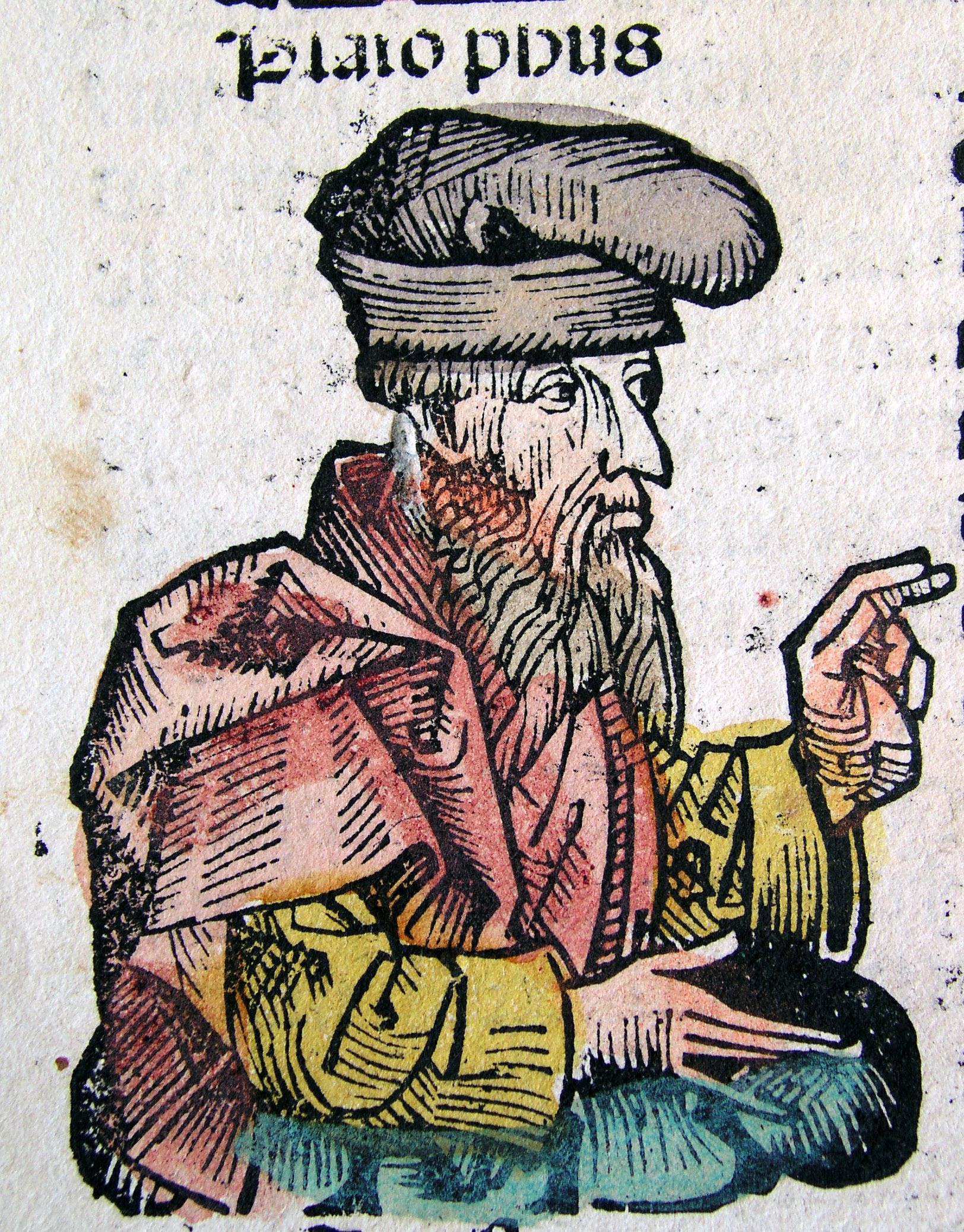
Platón en la Crónica de Nuremberg

En filosofía, la epistemología platónica es una teoría del conocimiento desarrollada por el filósofo griego Platón y sus seguidores.
La epistemología platónica sostiene que el conocimiento de la Ideas platónicas es innato, de modo que el aprendizaje es el desarrollo de ideas enterradas en lo más profundo del alma, a menudo bajo la guía, similar a la de una comadrona, de un interrogador. En varios diálogos de Platón, el personaje Sócrates presenta la opinión de que cada alma existía antes de nacer con la Idea de Bien y un conocimiento perfecto de las Ideas. Así, cuando una Idea es "aprendida" en realidad sólo es "recordada".
Platón estableció una distinción tajante entre el conocimiento, que es cierto, y la mera opinión verdadera, que no lo es. Las opiniones derivan del cambiante mundo de las sensaciones; el conocimiento deriva del mundo de las Formas atemporales, o Esencias. En La República, estos conceptos se ilustran mediante la metáfora del sol, la analogía de la línea dividida y la alegoría de la caverna.

## Doctrina platónica del recuerdo
La doctrina platónica del recuerdo o anamnesis es la opinión de que nacemos poseyendo todo conocimiento y nuestra realización de ese conocimiento está supeditada a nuestro descubrimiento del mismo. Si la doctrina debe tomarse literalmente o no es un tema de debate.[cita requerida] El alma está atrapada en el cuerpo. El alma antes conocía directamente las Formas, pero ahora está encarnada. Antes conocía todas las Formas, pero las ha olvidado. El recuerdo es el proceso de traer a nuestra atención este conocimiento que hemos olvidado. Esta doctrina implica que nunca se aprende nada, simplemente se recuerda. En pocas palabras, dice que todo lo que sabemos ya viene precargado de nacimiento y que nuestros sentidos nos permiten identificar y reconocer la información estratificada en nuestra mente. El recuerdo implica, por un lado, superar los engaños y distracciones del cuerpo, pero, por otro, utilizar de forma productiva los engaños del cuerpo para provocar o desencadenar los episodios de recuerdo. Los principales textos que desarrollan la teoría del recuerdo son el Fedón y el Meno, aunque la teoría también juega un papel importante en el Fedro'.

## Metáfora del sol
En la República (VI 507b-509c), el personaje de Platón, Sócrates, utiliza el sol como metáfora de la fuente de la "iluminación intelectual", que según él es La Forma del Bien. La metáfora trata de la naturaleza de la realidad última y de cómo llegamos a conocerla. Comienza con el ojo, del que Sócrates dice que es inusual entre los órganos de los sentidos porque necesita un medio, la luz, para funcionar. La fuente de luz más potente y mejor es el sol; con ella, podemos discernir los objetos con claridad. Análogamente, en el caso de los objetos inteligibles, la Forma del Bien es necesaria para comprender cualquier cosa en particular. Así, si intentamos comprender por qué las cosas son como son, y qué categorías generales pueden emplearse para entender los diversos particulares que nos rodean, sin referencia a ninguna forma (universales) fracasaremos completamente. Por el contrario, "el dominio donde la verdad y la realidad brillan resplandecientes" no es otro que el mundo de las formas de Platón, iluminado por la más elevada de las Formas, la del Bien.

## La línea dividida
En el libro sexto de la República, la línea dividida tiene dos partes que representan el mundo inteligible y el mundo visible más pequeño. Cada una de esas dos partes está dividida, los segmentos dentro del mundo inteligible representan formas superiores e inferiores y los segmentos dentro del mundo visible representan objetos visibles ordinarios y sus sombras, reflejos y otras representaciones. Los segmentos de línea son desiguales y sus longitudes representan "su claridad y oscuridad comparativas" y su "realidad y verdad" comparativas, así como si tenemos conocimiento o, por el contrario, una mera opinión de los objetos.

## Alegoría de la caverna
En su diálogo más conocido, La República, Platón estableció una analogía entre la sensación humana y las sombras que pasan a lo largo de la pared de una caverna - una alegoría conocida como Alegoría de la caverna.

## Mito del auriga
Junto con estas otras alegorías, la mito del auriga de Platón en el Fedro (245c-257b) ciertamente también merece mención. El ascenso de la mente a los reinos celestiales y transcelestiales se compara con un auriga y un carro tirado por dos caballos alados, uno oscuro y otro blanco. Figurativamente se representa el famoso "modelo tripartito" platónico del alma: el auriga representa la razón o intelecto, el caballo oscuro las pasiones apetitivas y el caballo blanco la naturaleza irascible. Sólo domando y controlando a los dos caballos puede el auriga ascender a los cielos y disfrutar de un banquete de conocimiento divino. Los rasgos epistemológicos clave del mito del auriga son (1) el énfasis, como en la alegoría de la caverna, en el verdadero conocimiento como ascenso, (2) y la necesidad de domar la propia naturaleza pasional para obtener el verdadero conocimiento.

## Un ejemplo: amor y sabiduría
Un buen ejemplo de cómo Platón presenta la adquisición del conocimiento está contenido en la Escalera del amor. En el Simposio (210a-211b), el Sócrates de Platón cita a la sacerdotisa Diotima para definir al amante como alguien que ama y al amor como el deseo de algo que no se tiene. Según este modelo de escalera del amor, un amante progresa de rung en rung desde el amor más bajo hasta la forma pura del amor de la siguiente manera:
1. Un cuerpo hermoso - El amante comienza aquí en la forma más obvia de amor.
2. Todos los cuerpos bellos - Si el amante examina su amor e investiga un poco, descubrirá que la belleza contenida en este cuerpo bello no es original, que es compartida por todos los cuerpos bellos.
3. Hermosos almas - Después de intentar, muy probablemente, tener todos los cuerpos bellos, el amante debe darse cuenta de que si un solo amor no satisface, no hay razón para pensar que muchos lo harán. Así, el "amante de todo cuerpo" debe, en palabras de Platón, "llevar su pasión por el uno a la debida proporción, considerándolo de poca o ninguna importancia". En su lugar, la pasión se transfiere a un objeto más apropiado: el alma.
4. El siguiente paso lógico es que el amante ame a todas las almas bellas y luego transfiera ese amor a aquello que es responsable de su existencia: un orden social moderado, armonioso y justo.
5. La belleza del conocimiento - Una vez avanzado por este camino, el amante anhelará naturalmente aquello que produce y hace inteligibles las buenas instituciones sociales: el conocimiento.
6. La belleza en sí - Esta es la Forma de la Belleza. No es una cosa en particular lo que es bello, sino que es la esencia de la belleza. Platón describe este nivel de amor como una "visión maravillosa", una "belleza eterna que ni llega ni envejece, que ni florece ni se marchita". Es eterno y no es "nada que sea de la carne" ni "palabras" ni "conocimiento", sino que consiste "en sí mismo y por sí mismo en una unidad eterna, mientras que toda cosa hermosa participa de él".

El conocimiento relativo a otras cosas se obtiene de forma similar progresando desde una realidad base (o sombra) de la cosa buscada (rojo, alto, delgado, agudo, etc.) hasta la forma final de la cosa buscada, o la cosa buscada en sí misma. Estos pasos siguen el mismo patrón que la metáfora del sol de Platón, su alegoría de la caverna y su línea dividida; el progreso nos acerca cada vez más a la realidad a medida que cada paso explica la realidad relativa del pasado.